# Heggadehalu, Chitradurga
Heggadehalu là một làng thuộc tehsil Chitradurga, huyện Chitradurga, bang Karnataka, Ấn Độ.